# Dolina za Tokarnią

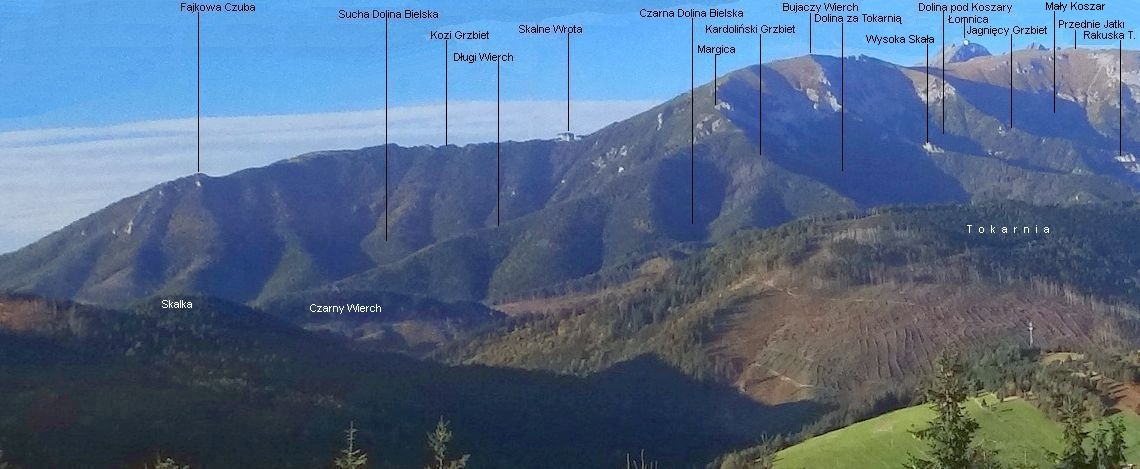
Widok z Magury Spiskiej

Dolina za Tokarnią (słow. Babia dolina) – dolina na północnej stronie słowackich Tatr Bielskich. Jej dnem spływa Potok za Tokarnią.
Dolina podchodzi pod Bujaczy Wierch w grani głównej Tatr Bielskich, a jej wylot znajduje się na wysokości około 810 m w Kotlinach przy Drodze Wolności, kilkaset metrów na północ od leśniczówki Kardolina. Jej lewe orograficznie zbocze tworzą: północny grzbiet Bujaczego Wierchu, Goły Wierch, Ozielec (Tokarska Przełęcz) i Tokarnia. Prawe zbocze tworzą: Margica, Kurza Przełęcz, Kardolińska Przełęcz Wyżnia i Czarny Wierch.
Dolina w połowie swojej długości zmienia kierunek. Górna część doliny opada spod Bujaczego Wierchu w kierunku północnym z odchyleniem na wschód, dolna w kierunku wschodnim. W polskiej tatrologii istnieje zamieszanie w nazewnictwie tej doliny. Najwyższa jej część to Kurza Dolinka (Kuria dolina), środkowa część (do zakrętu) to Babia Dolina, a najniższa dopiero to Dolina za Tokarnią (Babilovská dolina). W słowackim nazewnictwie cała dolina to Babia dolina (dawniej podawano nazwę Babilovská dolina). Władysław Cywiński podobnie jak Słowacy stosuje jedną nazwę dla całej Doliny, ale polską – Dolina za Tokarnią.
W dolnej części doliny są cztery położone blisko siebie polanki. Trzy z nich mają nazwy: Kardolińska Polana, Polana pod Ozielcem i Babia Polanka. Dnem doliny spływa Potok za Tokarnią, który w polskim nazewnictwie, podobnie jak dolina, zmienia w górnej części nazwę na Babi Potok. W słowackim nazewnictwie na całej długości ma nazwę Babí potok. Dolina ma jedno tylko większe odgałęzienie – Kardoliński Żleb opadający z Kardolińskiego Grzbietu na Kardolińską Polanę.
Dolina znajduje się na obszarze ochrony ścisłej TANAP-u i nie prowadzi przez nią żaden szlak turystyczny. Władysław Cywiński podaje, że jest zamknięta dla turystów, za to intensywnie dokonuje się w niej wyrębu i zwózki drzewa. Na polanach stoją paśniki – a obok nich ambony strzeleckie. W obrębie doliny istnieją nieznakowane drogi i ścieżki, które powstały dla potrzeb drwali i myśliwych. Nie prowadzą one na szczyty, lecz skośnie trawersują zbocza doliny. Dnem doliny prowadzi na Ozielec dobra droga jezdna. Blisko wylotu Doliny za Tokarnią dołącza do niej Bielska Droga pod Reglami.